# Zhumadian
Zhumadian (chinois : 驻马店市 ; pinyin : zhùmǎdiàn shì) est une ville-préfecture du sud de la province du Henan en Chine. La population de sa juridiction était de 8 263 100 habitants en 2003.

## Subdivisions administratives
La ville-préfecture de Zhumadian exerce sa juridiction sur dix subdivisions - un district et neuf xian :
- Le district de Yicheng - 驿城区 Yìchéng Qū ;
- Le xian de Queshan - 确山县 Quèshān Xiàn ;
- Le xian de Biyang - 泌阳县 Bìyáng Xiàn ;
- Le xian de Suiping - 遂平县 Suípíng Xiàn ;
- Le xian de Xiping - 西平县 Xīpíng Xiàn ;
- Le xian de Shangcai - 上蔡县 Shàngcài Xiàn ;
- Le xian de Runan - 汝南县 Rǔnán Xiàn ;
- Le xian de Pingyu - 平舆县 Píngyú Xiàn ;
- Le xian de Xincai - 新蔡县 Xīncài Xiàn ;
- Le xian de Zhengyang - 正阳县 Zhèngyáng Xiàn.

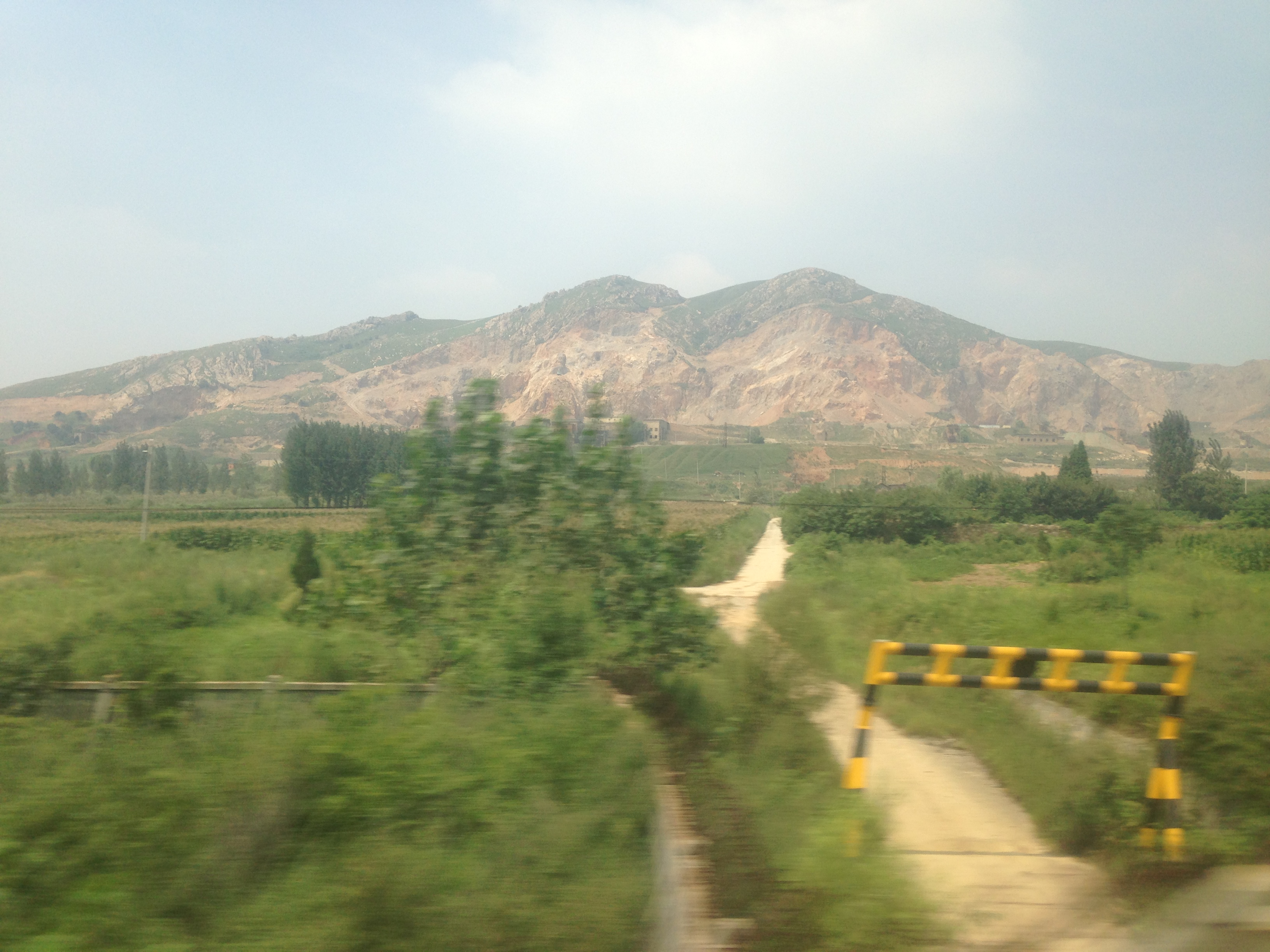
Paysage Zhumadien

## Culture

### Religion
La ville est le siège du diocèse catholique de Zhumadian.

## Transports

### Aérien
Il n'y a pas d'aéroport civil sur la ville-préfecture. L'aéroport civil le plus proche est l'aéroport de Nanyang-Jiangying, à 132 km du centre urbain de Zhumadian. L'Aéroport de Zhumadian-Queshan est uniquement à usage militaire.